# José Luis Dicenta
José Luis Dicenta Ballester (Palma de Mallorca, 24 de septiembre de 1937) es un antiguo diplomático español.
Licenciado en Derecho, ingresó en 1966 en la carrera diplomática. Estuvo destinado en las representaciones diplomáticas españolas en la República Dominicana, Libia, Francia, Argentina y Estados Unidos. En 1982 fue nombrado director general jefe del Gabinete del ministro de Asuntos Exteriores y, posteriormente, embajador de España en Perú, en Checoslovaquia y en Colombia. En 1993, pasó a ocupar el puesto de secretario de Estado para la Cooperación Internacional y para Iberoamérica. En 1995 fue designado embajador de España en México y, a continuación, cónsul General de España en Zúrich. De 2001 a 2004 fue cónsul General en Los Ángeles, para pasar a ocupar posteriormente la titularidad de la embajada de España en Italia hasta 2007. En 2009 fue designado secretario general de la Unión Latina. En 2011 ingresó en el Comité de ética del Comité Olímpico Internacional.
En 1976 José Luis Dicenta fue destinado al Consulado General de España en Buenos Aires donde se distinguió junto a otros funcionarios consulares, por su activa labor en favor de los "desaparecidos" de nacionalidad española en ese país. Esta destacada actividad humanitaria  le ha valido diversos reconocimientos, entre ellos el del Senado argentino en 2015.